# Stratford (Nieuw-Zeeland)
Stratford is een plaats in de regio Taranaki op het noordereiland van Nieuw-Zeeland.